# Chilocorus cacti
Chilocorus cacti es una especie de escarabajo del género Chilocorus, de la familia Coccinellidae, orden Coleoptera.

## Descripción
Mide 4,0-6,2 mm de longitud.

## Distribución y hábitat
Se distribuye desde México hasta América del Sur y en los Estados Unidos. Habita especialmente en árboles cocoteros.